# Clara Lucianiová
Clara Lucianiová (* 10. července 1992 Martigues) je francouzská zpěvačka, kytaristka a hudební skladatelka. Věnuje se modernímu šansonu, jejími pěveckými vzory jsou Nico a Françoise Hardyová.
Její předkové pocházejí z Korsiky, vyrůstala v Septèmes-les-Vallons. Studovala dějiny umění na Aix-Marseille Université. V letech 2011 až 2013 byla členkou hudební skupiny La Femme. Spolupracovala také s Maxem Sokolinskim, Raphaëlem Harochem a Benjaminem Biolayem, s rapperem Nekfeuem nahrála skladbu „Avant tu riais“. V dubnu 2017 vydala své první sólové EP Monstre d'amour. V roce 2018 vyšlo LP Sainte-Victoire, které bylo dvakrát platinové a obsahovalo hit „La grenade“. Druhé LP Cœur z roku 2021 bylo v čele žebříčku alb Syndicat National de l'Édition Phonographique a valonského Ultratop. V letech 2020 a 2022 obdržela cenu Victoires de la musique pro zpěvačku roku. Účinkovala v dokumentárním filmu Il était une fois Marseille.
Její sestra Léa Lucianiová je také zpěvačka, vystupuje pod pseudonymem Ehla.